# Lancy
Lancy je město na jihozápadě Švýcarska, v kantonu Ženeva. Žije zde přibližně 32 tisíc obyvatel.

## Geografie
Lancy se nachází jižně od řeky Rhôny, jihozápadně od Ženevy, a skládá se ze dvou čtvrtí Grand-Lancy a Petit-Lancy, oddělených údolím řeky Aire, a několika vesnic (Pesay, Saint-Georges, La Tour, La Vendée, Le Pont Rouge), které dnes tvoří souvislou sídelní oblast.
Sousedními obcemi jsou Onex, Plan-les-Ouates, Carouge a město Ženeva.

## Historie

Letecký pohled (1964)

V roce 1936 byly v lokalitě La Praille objeveny pozůstatky z období neolitu. Další nálezy ukazují na trvalé osídlení. Některé nálezy naznačují, že silnice Ženeva – Carouge – Lancy – Lyon může mít římský původ.
Lancy je poprvé zmiňováno v roce 1097 jako Lanciaco v souvislosti se stejnojmenným rodem. Rodiny Lancy, Sacconay a Ternier (majitelé hradu Bâtie-Meillé v roce 1317) a ženevská katedrální kapitula si rozdělily jednotlivá léna farnosti, která také postupně držely. Během reformace byly majetky kapituly sekularizovány městem Ženeva. V roce 1589 Lancy obsadila savojská vojska během války mezi Ženevou a Savojskem a v roce 1593 jej Ženevští v rámci odvetné akce srovnali se zemí. Jedinými pozůstatky středověku jsou pevnosti La Tour a La Bottière, které byly několikrát přestavěny.

### Vývoj města

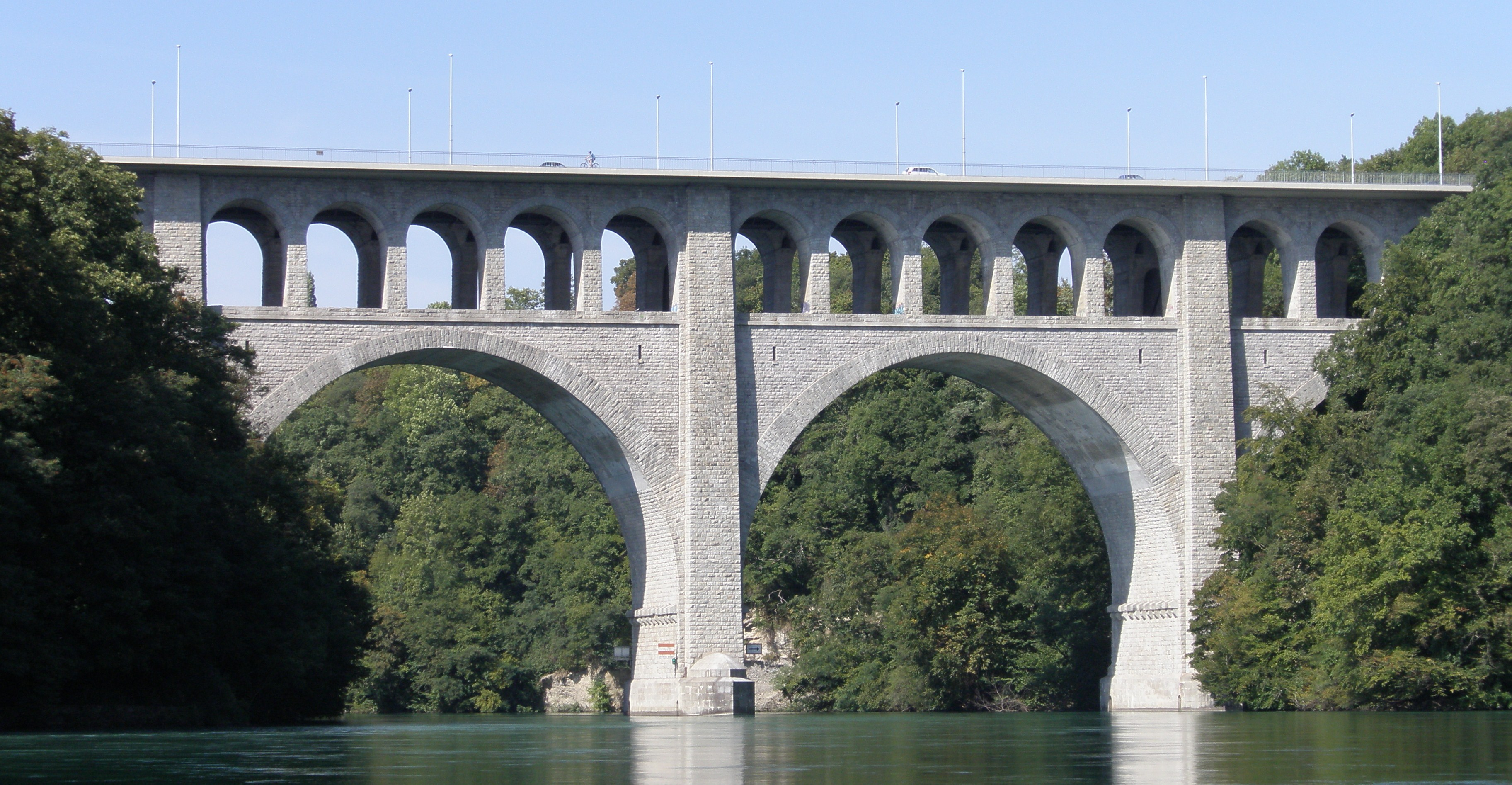
Most Pont Butin

Zahradní město Epargne, dělnické sídliště postavené ženevskou spořitelnou v Petit-Lancy, bylo dokončeno v roce 1899. Podobná obytná čtvrť byla postavena v roce 1931 v Le Bachet-de-Pesay. Rozsáhlé čtvrti rodinných domů byly postaveny ještě před první světovou válkou. Střelnice v Saint-Georges, postavená společností Société des exercices de l’arquebuse et de la navigation, pochází z roku 1889. V letech 1919–1921 bylo na náhorní plošině Saint-Georges vybudováno první stálé letiště v kantonu a zavedena pravidelná letecká linka do Paříže. Pont Butin přes řeku Rhônu, postavený v roce 1924, umožnil přímý přístup do obce z Aïre. V témže roce bylo Grand-Lancy napojeno na tramvajovou síť. Po částečném splavnění řek Drize a Aire byly v letech 1935–1938 odvodněny mokřady La Praille. Stejnojmenné nákladové nádraží bylo vybudováno v letech 1941–1949, poté co byl postaven tunel pod lesem Bois de la Bâtie a viadukt La Jonction. Most Pont de Lancy, postavený v roce 1954 inženýrem Pierrem Trembleym, doplnil most Gué přes údolí Aire. Koncem 50. let výstavba nových obytných čtvrtí jižně od Grand-Lancy (Les Palettes) a západně od Petit-Lancy (La Caroline) posílila příměstský charakter obce. V roce 1963 získalo Lancy status města dosažením počtu 10 000 obyvatel. V roce 2003 byl v La Praille otevřen stadion Stade de Genève. V roce 2006 bylo Lancy opět napojeno na ženevskou tramvajovou síť.

### Náboženství
V roce 1275 je zmiňován kostel svaté Marie, jehož ruiny jsou dosud patrné na katastrálním plánu z roku 1710. Během reformace byl kostel přidělen protestantům. V některých vesnicích, spadajících pod Lancy, nadále žili katolíci. V roce 1664 založil ženevský biskup Jean d’Arenthon d’Alex v Pesay kapli, která byla zbořena kolem roku 1755. V letech 1731 až 1732 nechal farář z Confignonu postavit kostel Nejsvětější Trojice v Grand-Lancy na místě kaple postavené v letech 1699 až 1707. V roce 1780 bylo Carouge odděleno od farnosti Lancy, která byla rozšířena o Saint-Georges a Petit-Lancy, jež dříve patřily k farnosti Onex. Jako savojská farnost (Piemontsko-sardinské království), která v letech 1792–1813 patřila Francii, bylo Lancy Turínskou smlouvou z roku 1816 přiděleno Ženevě. V roce 1873 byli římští katolíci v rámci Kulturkampfu z kostela Nejsvětější Trojice vyhnáni. Místo nich převzala kostel kristokatolická církev. Reformovaní získali nové bohoslužebné prostory v roce 1912 s kaplí Petit-Lancy a římští katolíci dostali v letech 1912–1913 kostel Notre-Dame-des-Grâces.

## Obyvatelstvo
| Rok            | 1482 | 1518 | 1850 | 1900 | 1950 | 2000   | 2010   | 2012   | 2014   | 2017   |
| Počet obyvatel | 27   | 24   | 778  | 1918 | 5792 | 25 668 | 28 631 | 28 909 | 30 919 | 31 868 |

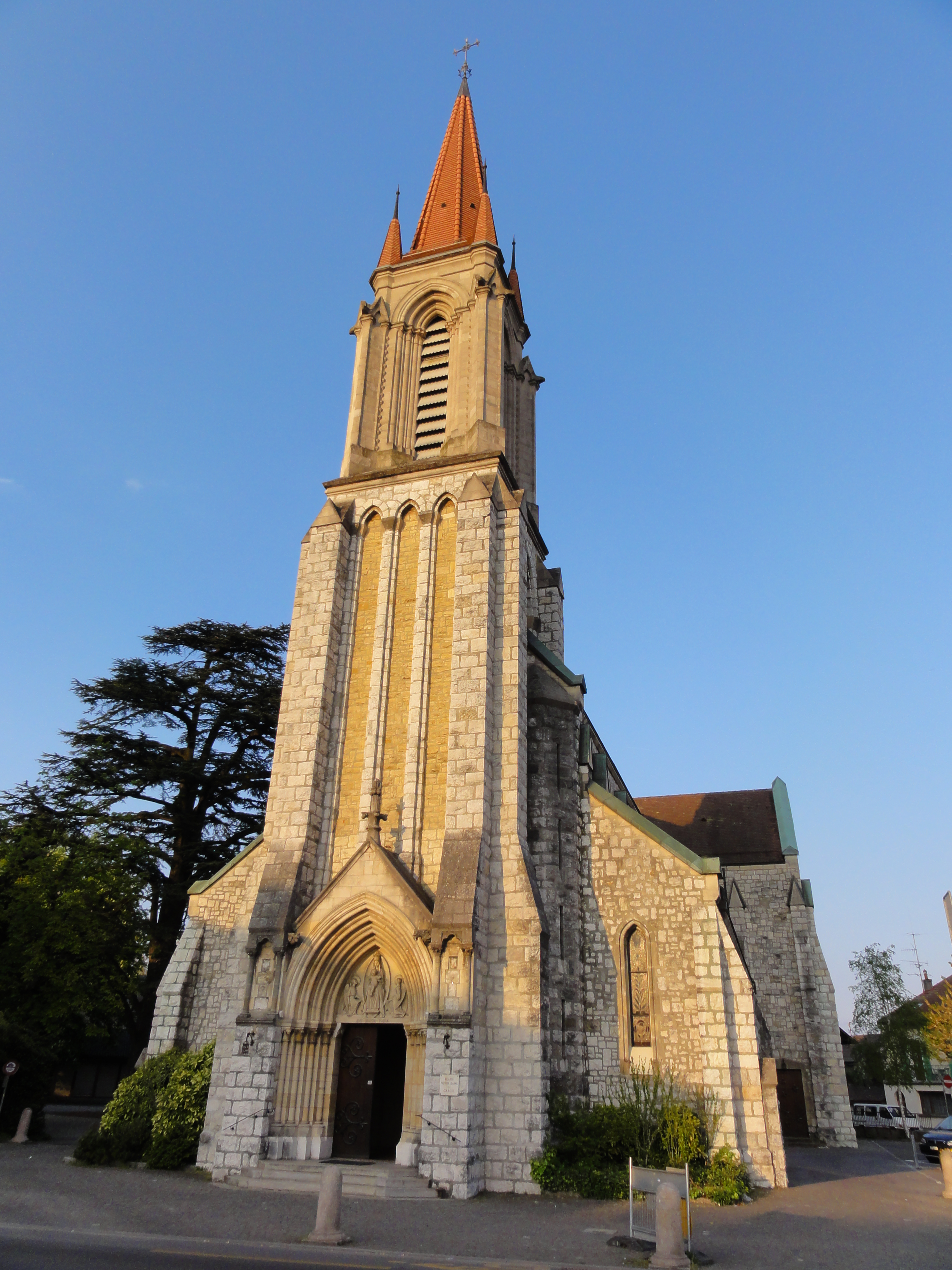
Kostel Notre-Dame des Grâces

Většina obyvatel (k roku 2000) hovoří francouzsky (20 422, tj. 79,5 %), druhou nejčastější řečí je portugalština (1031, tj. 4,0 %) a třetí italština (1029, tj. 4,0 %). 

## Hospodářství a doprava
Cihelny a vápenky, doložené od roku 1366, byly v provozu až do 16. století. Obec, v níž následně převládlo zemědělství, byla v některých obdobích významným zemědělským centrem v oblasti Ženevského jezera. V roce 1798 zde získal panství Charles Pictet de Rochemont, který se zde úspěšně věnoval chovu ovcí merino a pěstování kukuřice; jeho příkladu následovalo několik dalších. V letech 1817–1819 nechal u Jeana-Pierra a Jeana-Samuela Nobletových postavit zámeček (od roku 1957 městská radnice), který kolem roku 1830 rozšířil o přístavbu (Maison de l’Horloge). V roce 1829 byly Grand-Lancy a Petit-Lancy spojeny dřevěným mostem Gué, který byl v roce 1835 nahrazen kamenným obloukovým mostem. Spojení mezi Lancy a Ženevou posílil most Pont Saint-Georges, postavený přes řeku Arve v roce 1884. V roce 1889 bylo zřízeno tramvajové spojení do Ženevy, které bylo v roce 1950 nahrazeno autobusovou dopravou.
Veřejnou dopravu ve městě zajišťují tramvajové, trolejbusové a autobusové linky, které provozuje ženevský dopravní podnik Transports publics genevois (TPG). Tramvaje byly do Lancy znovu zavedeny od roku 2006. Ty spojují město se Ženevou a okolními obcemi. Na území města se nachází železniční stanice Lancy-Pont-Rouge na trati Ženeva–Annemasse, obsluhovaná regionálními vlaky.
Od 20. století se Lancy rozrůstá jako satelitní město Ženevy a rezidenční oblast v blízkosti regionálního centra.

## Sport
V Lancy se nachází stadion Stade de Genève, jedno z míst konání mistrovství Evropy ve fotbale v roce 2008. Sídlil zde také fotbalový klub Grand-Lancy FC, který zanikl v roce 2012 po vyhlášení bankrotu.

## Osobnosti
- Nicolas Bouvier (1929–1998), cestovatel a spisovatel